# 7-Zip
A 7-Zip egy fájltömörítő és -archiváló program Microsoft Windows operációs rendszerhez. Létezik hozzá parancssoros és grafikus felhasználói felület is. Képes beépülni a Windows Intézőbe. A 7-Zip ingyenes program, LGPL licenccel. Fő versenytársai a piacvezető WinZip és WinRAR programok, mindkettő zárt forráskódú alkalmazás. Létezik 32 és 64 bites verziója is. A p7zip egy Unix-szerű rendszereken (mint például a Linux vagy a FreeBSD) futó portja.
A projekt 1999-ben kezdődött, a legutolsó stabil verzió a 24.09, amit 2024. november 29-én adtak ki. Gyakran tesznek elérhetővé bétaverziókat a programból. A program fájlkezelőként is használható.

## A 7z archív fájlformátum
A 7-Zip program vezette be a 7z fájlformátumot, de jó néhány más formátumot is támogat.
Alapértelmezésben a program 7z archívumokat készít, .7z kiterjesztéssel, amiben az LZMA algoritmust használja tömörítésre. Ez a viszonylag új fájlformátum nagy tömörítési arányt képes elérni, hasonlóan más népszerű, ám nem csak szabadon használható algoritmusokra épülő formátumokhoz, mint például a  RAR.
A 7z fájlok MIME-típusa: application/x-7z-compressed.

## Egyéb támogatott formátumok és algoritmusok
A 7-Zip program támogat a 7z-n kívül számos más archív formátumot, köztük a Zip, Microsoft cabinet (CAB) fájlok, RAR, ARJ, gzip, bzip2, LHA, tar, CPIO, RPM és Debian deb fájlokat. A 4.42-es verzióban a 7-Zip már támogatja a CD/DVD ISO képfájlokat is.
A 7-Zip meg tud nyitni más formátumokat is, ha azok olyan tömörítési metódust használnak, amit a szoftver egyébként támogat. Például képes megnyitni MSI fájlokat, amik az MSI által telepítendő fájlokat tartalmazzák (a támogatott CAB metódussal tárolva). Így a 7-Zip akkor is jó szolgálatot tehet, ha meg szeretnénk vizsgálni, egy fájl vajon archívum-e.
A ZIP és gzip tömörítés során a 7-Zip a DEFLATE algoritmus egy módosított változatát használja, ami a jobb tömörítésre van kihegyezve a sebesség rovására. Ezt az implementációt használja az AdvanceCOMP eszközkészlet is.
A natív 7z fájlformátum egy nyílt, moduláris architektúra, ami lehetővé teszi akár fájlonként különböző tömörítési algoritmusok használatát. A fájlneveket Unicode kódolással tárolja.

## Jellemzők
A 7-Zip számos funkciót tartalmaz, melyek közül nem mindegyik található meg a népszerű kereskedelmi archiváló programokban.
- A 7z fájlformátumához a 7-Zip 256 bites AES-alapú titkosítást biztosít. A titkosítás a fájlok tartalmán kívül kiterjed a 7z könyvtárstruktúrájára is, így a jelszó nélkül még az archív könyvtárszerkezete sem ismerhető meg.
- A 7-Zip rugalmasan kezeli az akár változó méretű köteteket is, ami praktikus többrészes archívumok írható CD-ken vagy DVD-ken való elhelyezésekor.
- A 2-paneles üzemmódjában a 7-Zip egyszerű fájlmenedzsernek tekinthető.
- Többszálúság támogatása
- Külön 64 bites változat nagy méretű memóriatérképek támogatásával a gyorsabb tömörítés érdekében.
- Az archívumban lévő sérült fájl- vagy könyvtárnevek helyben átnevezhetők.